# Pare de la neu
El Pare de la neu és un personatge de la mitologia catalana, considerat com la causa de nevades des de la fi de novembre.
A la Garrotxa se li diu "Andreu, Pare de la Neu". El 30 de novembre a la festa de Sant Andreu —en altres fonts pels volts del mes de febrer– organitza una gran festassa amb molts banquets, danses i xerinola a la qual són convidats una gran multitud d'éssers fantàstics d'una i altra banda dels Pirineus. Uns mesos abans, els seus servidors plomen grans quantitats d'oques, —segons Marcel Casellas i Navinés són gallines— que són el principal component dels tiberis. Aquestes plomes cauen a terra i així és com queda tot nevat.
| «                       | Diu que al cel hi ha un personatge, que és El Pare de la Neu, que governa les nevades i diuen que es diu Andreu. | » |
| — Jaume Arnella i París | |   |